# Klosterwettern

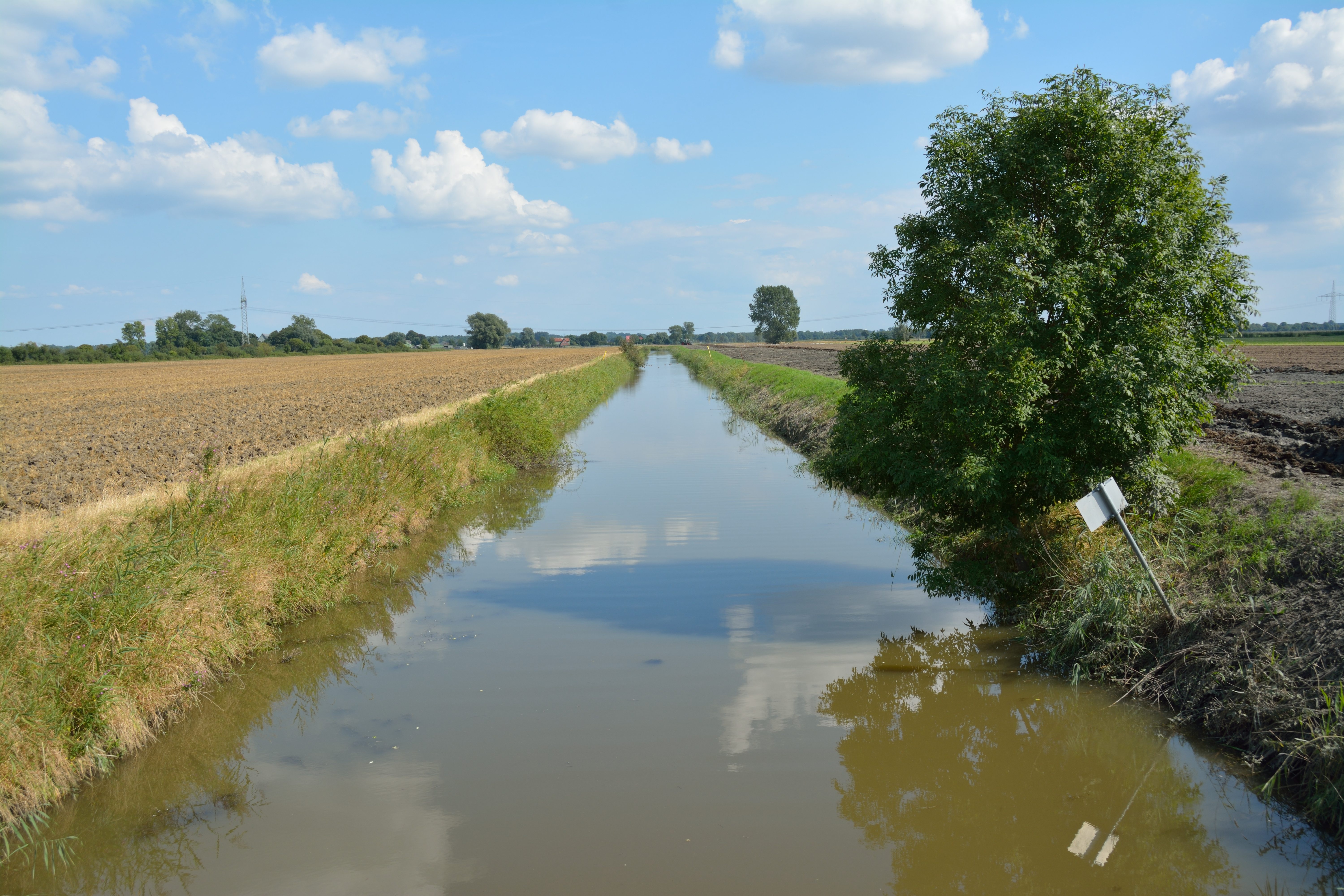
Blick vom Schöpfwerk nach Osten

Die Klosterwettern ist eine Wettern in der Gemeinde Hodorf in Schleswig-Holstein.
Die über 2 km lange Klosterwettern entwässert den im Süden von Hodorf gelegenen Teil der Störmarsch bis Kremperheide. Ihr dortiger Oberlauf wird auch Moorwettern genannt. Sie mündet über ein Schöpfwerk von links in die Stör (Lage).

## Bilder

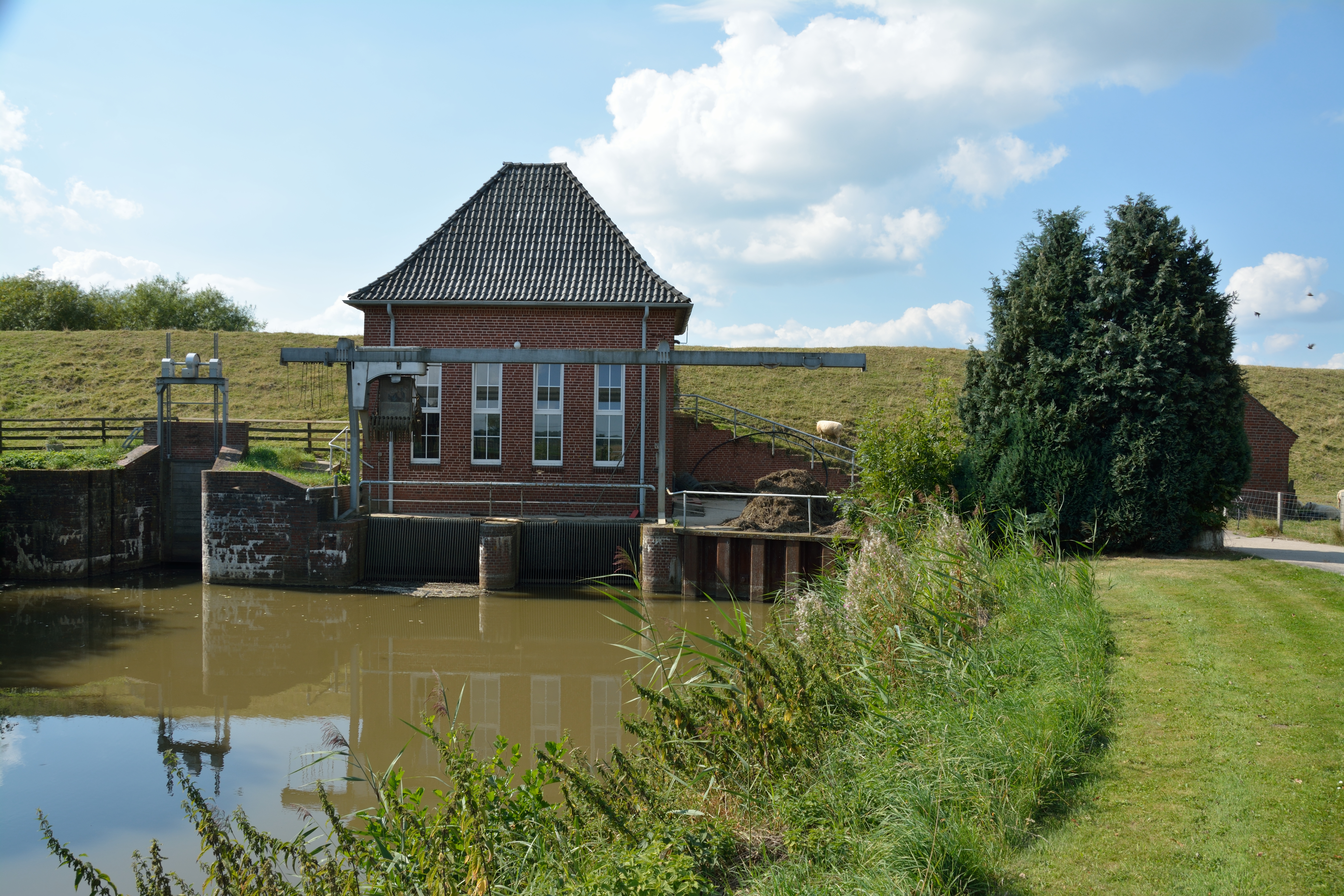
Das Schöpfwerk an der Stör